# Liège-Bastogne-Liège 1980
La 66e édition de la course cycliste Liège-Bastogne-Liège a lieu le 20 avril 1980. Elle est remportée en solitaire par le Français Bernard Hinault à une vitesse moyenne de 34,717 km/h. Cette 66e édition de la « doyenne des classiques » s'est courue dans des conditions épouvantables, sous la neige et des températures glaciales. Hinault remporte ici l'une des plus belles victoires de sa carrière avec plus de 9 minutes d'avance sur le Hollandais Hennie Kuiper. Seuls 21 coureurs sur les 174 participants sont classés à l'arrivée.

## Équipes
| Équipes professionnelles (15)- Renault-Gitane - Peugeot-Esso-Michelin - IJsboerke-Warncke Eis - Boule d'Or-Sunair-Colnago - La Redoute-Motobécane - Safir-Ludo - Splendor-Admiral - TI-Raleigh-Creda - DAF Trucks-Lejeune - Bianchi-Piaggio - Boston-IFI-Mavic - Miko-Mercier-Vivagel - Puch-Sem-Campagnolo - Gis Gelati - Marc-Carlos-V.R.D.-Woningbouw |
| |

## Récit

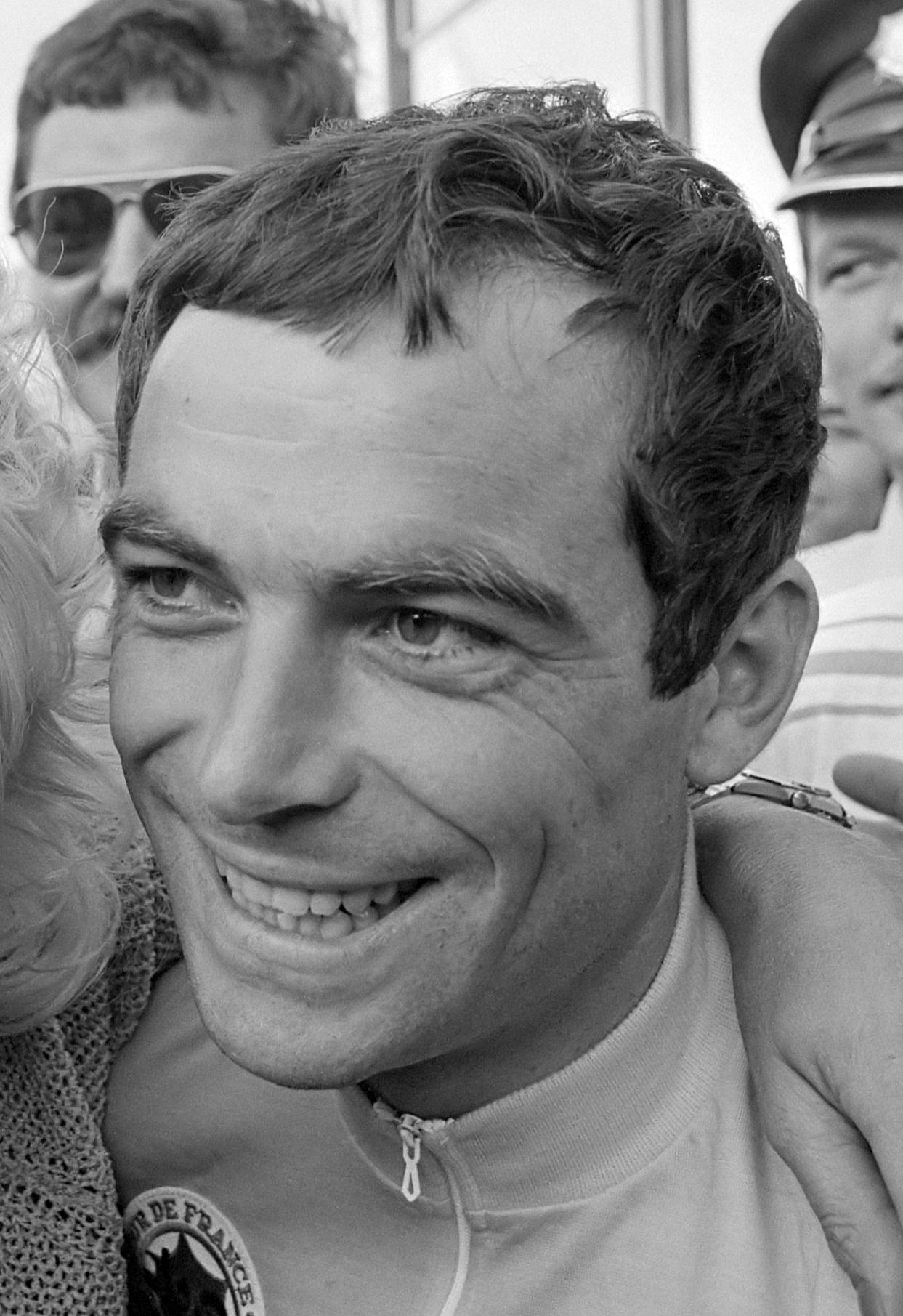
Le vainqueur Bernard Hinault (photographié en 1982).

Le peloton commence la course alors qu'une tempête de neige fait rage. Après une heure de course plus de la moitié des coureurs ont abandonné la course. Une heure plus tard, quelque 60 coureurs, soit un tiers des partants, sont encore en course. La voiture-balai, qui est un vieil autobus retapé sans chauffage, récupère et dépose de nombreux coureurs, les Belges demandant des arrêts régulièrement pour retrouver des connaissances au bord de la route.
Deux coureurs, Rudy Pevenage et Ludo Peeters, se détachent du peloton brisé et ont une avance de 2 minutes et 15 secondes lors de la montée de la côte de Stockeu,. Bernard Hinault s'échappe à son tour avec Silvano Contini et Henk Lubberding et, au bout de 20 km de chasse, le groupe Hinault rejoint les leaders sur la côte de la Haute-Levée. À 80 km de l'arrivée, Hinault attaque en solo sur les routes enneigées et labourées autour de Liège.  Après sept heures de course dans des températures glaciales, il termine avec près de 10 minutes d'avance sur Hennie Kuiper pour s'adjuger son deuxième Liège-Bastogne-Liège après 1977.

## Conditions météorologiques
L'édition est exceptionnellement difficile en raison des conditions météorologiques : la neige est tombée dès le début et les températures sont près du point de congélation, ce qui conduit les commentateurs à l'appeler « Neige-Bastogne-Neige ». De nombreux médias la considèrent comme la pire édition dans l'histoire de Liège-Bastogne-Liège. Un article publié par le magazine britannique Procycling en 2000, décrit la course :
« Un vent froid qui a soufflé sur la Belgique a apporté des flocons de neige, puis une intense chute de neige au moment du départ de la course. [...] Les coureurs ont lutté avec le froid, avec les mains sur le front pour garder une vue sur la route. La course était une masse anonyme de vestes et de blousons en plastique. Les spectateurs se tenaient avec les lunettes comme des bonhommes de neige haut de gamme, le visage rouge dans l'amertume. Après une heure certaines équipes avaient à peine un seul homme sur la route. Ils abandonnent par deux douzaines à la fois, des hommes comme Gibi Baronchelli, Giuseppe Saronni, Lucien Van Impe et Jean-René Bernaudeau. »
Hinault est l'un des 21 coureurs à avoir terminé la course. Il a subi des engelures sur deux doigts de sa main droite, a eu besoin de trois semaines pour pouvoir les bouger à nouveau et les dommages causés sont restés durables sur un de ses doigts.

## Classement
| \| Classement général \| Classement général \| Classement général \| Classement général \| Classement général \| \| Coureur \| Coureur \| Pays \| Équipe \| Temps \| \| ------------------ \| ----------------------- \| ------------------ \| ---------------------- \| ------------------ \| \| 1er \| Bernard Hinault \| France \| Renault-Gitane \| 7 h 01 min 42 s \| \| 2e \| Hennie Kuiper \| Pays-Bas \| Peugeot-Esso-Michelin \| + 9 min 24 s \| \| 3e \| Ronny Claes \| Belgique \| IJsboerke-Warncke Eis \| + 9 min 24 s \| \| 4e \| Alfons De Wolf \| Belgique \| Boule d'Or-Studio Casa \| + 10 min 34 s \| \| 5e \| Pierre Bazzo \| France \| La Redoute-Motobécane \| + 10 min 34 s \| \| 6e \| Ludo Peeters \| Belgique \| IJsboerke-Warncke Eis \| + 10 min 34 s \| \| 7e \| Herman Vanspringel \| Belgique \| Safir-Ludo \| + 12 min 05 s \| \| 8e \| Guido Van Calster \| Belgique \| Splendor-Admiral \| + 12 min 35 s \| \| 9e \| Johan van der Velde \| Pays-Bas \| TI-Raleigh-Creda \| + 12 min 35 s \| \| 10e \| Eddy Schepers \| Belgique \| DAF Trucks-Lejeune \| + 12 min 35 s \| \| 11e \| Gilbert Duclos-Lassalle \| France \| Peugeot-Esso-Michelin \| + 12 min 35 s \| \| 12e \| Silvano Contini \| Italie \| Bianchi-Piaggio \| + 12 min 35 s \| \| 13e \| Henk Lubberding \| Pays-Bas \| TI-Raleigh-Creda \| + 16 min 03 s \| \| 14e \| Stefan Mutter \| Suisse \| TI-Raleigh-Creda \| + 16 min 03 s \| \| 15e \| Pascal Simon \| France \| Peugeot-Esso-Michelin \| + 16 min 03 s \| \| 16e \| Jan Jonkers \| Pays-Bas \| Boston-IFI-Mavic \| + 17 min 59 s \| \| 17e \| Bert Oosterbosch \| Pays-Bas \| TI-Raleigh-Creda \| + 18 min 35 s \| \| 18e \| Paul Wellens \| Belgique \| TI-Raleigh-Creda \| + 18 min 35 s \| \| 19e \| Frits Pirard \| Pays-Bas \| Miko-Mercier-Vivagel \| + 18 min 35 s \| \| 20e \| Jean-Raymond Toso \| France \| Puch-Campagnolo-Sem \| + 24 min 06 s \| \| 21e \| Jostein Wilmann \| Norvège \| Puch-Campagnolo-Sem \| + 27 min 00 s \| |                         |          |                        |                 |
| |                         |          |                        |                 |
| Sources : ProCyclingStats Cycling Archives |                         |          |                        |                 |
| Classement général |                         |          |                        |                 |
| Coureur | Coureur                 | Pays     | Équipe                 | Temps           |
| 1er | Bernard Hinault         | France   | Renault-Gitane         | 7 h 01 min 42 s |
| 2e | Hennie Kuiper           | Pays-Bas | Peugeot-Esso-Michelin  | + 9 min 24 s    |
| 3e | Ronny Claes             | Belgique | IJsboerke-Warncke Eis  | + 9 min 24 s    |
| 4e | Alfons De Wolf          | Belgique | Boule d'Or-Studio Casa | + 10 min 34 s   |
| 5e | Pierre Bazzo            | France   | La Redoute-Motobécane  | + 10 min 34 s   |
| 6e | Ludo Peeters            | Belgique | IJsboerke-Warncke Eis  | + 10 min 34 s   |
| 7e | Herman Vanspringel      | Belgique | Safir-Ludo             | + 12 min 05 s   |
| 8e | Guido Van Calster       | Belgique | Splendor-Admiral       | + 12 min 35 s   |
| 9e | Johan van der Velde     | Pays-Bas | TI-Raleigh-Creda       | + 12 min 35 s   |
| 10e | Eddy Schepers           | Belgique | DAF Trucks-Lejeune     | + 12 min 35 s   |
| 11e | Gilbert Duclos-Lassalle | France   | Peugeot-Esso-Michelin  | + 12 min 35 s   |
| 12e | Silvano Contini         | Italie   | Bianchi-Piaggio        | + 12 min 35 s   |
| 13e | Henk Lubberding         | Pays-Bas | TI-Raleigh-Creda       | + 16 min 03 s   |
| 14e | Stefan Mutter           | Suisse   | TI-Raleigh-Creda       | + 16 min 03 s   |
| 15e | Pascal Simon            | France   | Peugeot-Esso-Michelin  | + 16 min 03 s   |
| 16e | Jan Jonkers             | Pays-Bas | Boston-IFI-Mavic       | + 17 min 59 s   |
| 17e | Bert Oosterbosch        | Pays-Bas | TI-Raleigh-Creda       | + 18 min 35 s   |
| 18e | Paul Wellens            | Belgique | TI-Raleigh-Creda       | + 18 min 35 s   |
| 19e | Frits Pirard            | Pays-Bas | Miko-Mercier-Vivagel   | + 18 min 35 s   |
| 20e | Jean-Raymond Toso       | France   | Puch-Campagnolo-Sem    | + 24 min 06 s   |
| 21e | Jostein Wilmann         | Norvège  | Puch-Campagnolo-Sem    | + 27 min 00 s   |